# راکسبرا
راکسبرا (به انگلیسی: Roxburgh) یک روستا در اسکاتلند است که در اسکاتیش بوردرز واقع شده‌است. راکسبورگ ۴۱۹ نفر جمعیت دارد.